# ماسياس
ماسياس (بالإسبانية: Macías)‏ هو ملحن وشاعر إسباني، (ولد في منطقة غاليسيا في إسبانيا القرن 15 – القرن 15 م).